# Dud Corner Cemetery
Pour un article plus général, voir Sites funéraires et mémoriels de la Première Guerre mondiale (Front Ouest).
Le Dud Corner Cemetery est un cimetière militaire britannique de la Première Guerre mondiale, situé sur le territoire de la commune de Loos-en-Gohelle, dans le département du Pas-de-Calais, au nord de Lens.
Son nom, Dud corner («coin raté» en français) fait référence au grand nombre d’obus ennemis inexplosés retrouvés sur le terrain. Ce cimetière est lié à la bataille de Loos mais le Mémorial rappelle aussi la bataille de la Lys et les combats du secteur de Grenay. 
En septembre 2023, le cimetière fait partie des 139 sites mémoriels et funéraires de la Première Guerre mondiale inscrits au patrimoine mondial lors de la 45e session du Comité du patrimoine mondial.

## Localisation
Ce cimetière est situé à l'ouest village au lieu-dit les Coutures, le long de la D943 reliant Lens à Béthune

## Histoire
La majorité des soldats qui reposent dans ce cimetière sont tombés durant la bataille de Loos (1915). Le cimetière est aménagé après l'armistice, à l'emplacement de cinq tombes, et symboliquement à proximité d’un point d’appui allemand, « The Lens Road Redoubt » où subsistent plusieurs vestiges.
La Commonwealth War Graves Commission (CWGC) décide d’entourer le cimetière de grands murs servant de mémorial et regroupe tous les soldats britanniques retrouvés autour de Loos ou venant de plusieurs petits cimetières ouverts à partir de 1915.
Après un nouvel aménagement paysager pensé comme un jardin à l’anglaise, le cimetière est inauguré le 14 mai 1922 par le roi d’Angleterre George V, la reine et le maréchal Haig, le général de Castelnau.
Un mémorial qui rend hommage aux 20 586 soldats disparus lors de cette bataille a été inauguré en août 1930 par le général MacReady en présence de l'écrivain anglais Rudyard Kipling et des autorités militaires civiles et religieuses françaises et des représentants des anciens combattants des deux pays. Sur ce mémorial sont inscrits le nom du capitaine Fergus Bowes-Lyon, du 8th BN Black Watch, frère de la reine mère Elizabeth et celui du lieutenant John Kipling, fils du prix Nobel de littérature Rudyard Kipling.

## Caractéristiques
Ce cimetière a été conçu par l’architecte britannique Reginald Blomfield.

## Sépultures
| Pays           | Sépultures |
| -------------- | ---------- |
| Royaume-Uni    | 670        |
| Canada         | 16         |
| Non identifiés | 1 126      |
| Total          | 1 812      |

## Pour approfondir